# Margret Fürer
Margret Fürer (* 27. November 1927 in Gießen; † 18. März 2012) war eine deutsche Sängerin und Kabarettistin. 

## Karriere
Fürer studierte zunächst mehrere Semester Musik an der Folkwang-Hochschule in Essen.
Von 1950 bis 1953 war sie im Ensemble des Kabaretts Die Amnestierten, das 1947 in Kiel gegründet worden war, und ging mit ihm auf Tournee. Ab Oktober 1953 war sie Sängerin in der Gruppe Die Penny-Pipers, wo sie neben Herbert Dentler, Ulrich Rose und Paul Rumpen auftrat; ab den 1960er Jahren auch beim Dentler-Terzett.
Am 20. Januar 1958 beteiligte sie sich an der Deutschen Vorentscheidung zum Eurovision Song Contest 1958 in der Kleinen Westfalenhalle in  Dortmund.
1958 nahm sie auch Lieder mit Bill Ramsey und dem Hazy Osterwald Sextett auf. 1966 wirkte sie mit den Penny Pipers bei den Deutschen Schlagerfestspielen in Baden-Baden mit und erreichte mit dem Lied Gammelshake den 11. Platz.

## Singles (Auswahl)
(Quelle: )
- 1957: Yommi, Yommi / Dudel-Dudel-Du
- 1957: Der Nowak läßt mich nicht verkommen / Die Liebe in der Milchbar (mit den Penny-Pipers)
- 1958: Yes, Fanny, ich tu das / So ein Stroll in Tirol (mit Bill Ramsey und dem Hazy Osterwald Sextett) – als Bill Ramsey und „Die sieben Raben“
- 1958: Ich hab’ geträumt (Na und?) / Jenny Smith
- 1959: Geh niemals fort / Ach, ich wünsch’ mir einen Mann
- 1959: Es war in Panama / Ach, Hugo
- 1960: Muß es denn immer so sein / Mein Dixieland (mit Billy Sanders)
- 1961: Und sind deine Augen auch blau wie das Meer / Wer sich nicht ärgert, hat mehr vom Leben
- 1961: Camping (Camping-Bericht) / Frag’ nicht nach Sonnenschein (mit dem Dentler-Terzett)
- 1966: Gammelshake / Spiel nicht Katz und Maus mit mir (mit den Penny-Pipers)[6]